# Trithemis arteriosa
Trithemis arteriosa – gatunek ważki z rodziny ważkowatych (Libellulidae). Szeroko rozpowszechniony – występuje w niemal całej Afryce (w tym na okolicznych wyspach, m.in. Madagaskarze, Seszelach, Komorach, Sokotrze, Wyspach Kanaryjskich), w Azji Zachodniej (w tym na Cyprze) po Iran na wschodzie oraz w południowej Europie – w europejskiej części Turcji i na Krecie.
W RPA imago lata cały rok. Długość ciała 32–36 mm. Długość tylnego skrzydła 26–27,5 mm.